# Борсалино и компания
«Борсалино и компания» (англ. Borsalino & Co) — гангстерский боевик в стиле ретро, продолжение фильма «Борсалино».

## Сюжет
1930-е годы. Неизвестными киллерами убит один из королей бандитского Марселя — Франсуа Капелла. Его друг и партнёр по бизнесу — Рок Сиффреди (Ален Делон) выясняет, что убийство — дело рук сицилийцев некоего Вольпоне, который, опираясь на поддержку парижских политиков и продажных марсельских полицейских, начинает войну против корсиканцев Капелла и Сиффреди за контроль над Марселем. В качестве ответной меры Сиффреди убивает брата Вольпоне, но затем сам попадает в руки своего врага, который делает его алкоголиком и сажает в психушку. Сбежав с помощью друзей из лечебницы, Сиффреди собирает новую команду и, вернувшись в Марсель через несколько лет, начинает новую войну с сицилийцами Вольпоне.
На лицензионном DVD фильм в России выпустила фирма «CP Digital».

## В ролях
- Ален Делон — Рок Сиффреди
- Риккардо Куччолла — Джованни Вольпоне и Франческо Вольпоне
- Райнхард Кольдехофф — Сэм
- Лионель Витран — Фернан
- Катрин Рувель — Лола
- Даниэль Ивернель — комиссар Фанти
- Андре Фалькон — комиссар Казенав
- Адольфо Ластретти — Лучано
- Мирей Дарк — проститутка
- Пьер Кулак — Спада